# Xavier Solà Vilaseca
Xavier Solà Vilaseca (Sant Feliu de Guíxols, 1960) és un periodista i locutor de ràdio català.
Es va incorporar a l'emissora Catalunya Ràdio el 1985. El 1988 començà a dirigir El suplement, programa matinal de dissabtes i diumenges fins al 2008. Aquest programa va rebre el premi Ondas de 2005. Durant les temporades 2008-2009 va assumir la conducció del programa de migdia Suc de coco. L'agost de 2009 la direcció de Catalunya Ràdio va decidir prescindir dels serveis de Xavier Solà. El gener de 2010 tornà a l'emissora pública amb el programa El secret. El 2010 finalment passà a dirigir el programa La nit dels ignorants fins l'acabament de la temporada 2024-2025. Els mesos de juliol i agost de 2011 Xavier Solà va dirigir un programa setmanal de televisió TV3 anomenat Viatge de noces.